# Glemmer jeg, så husker du
Glemmer jeg, så husker du er en dansk dokumentarfilm fra 2014 instrueret af Abbi Moreno efter eget manuskript.

## Handling
Der holdes fødselsdag i det lille hjem. Børn og børnebørn er ankommet for at fejre far og bedstefar. Men festen farves af, at bedstemor lider af alzheimer, og den gamle vise Glemmer du, så husker jeg alt får ny betydning.